# Tom DeLay
Thomas Dale "Tom" DeLay, född 8 april 1947 i Laredo, Texas, är en amerikansk före detta politiker (republikan). DeLay var innan han avgick majoritetsledare i USA:s representanthus 2003-2006. Han var majority whip 1995-2003, och en omvittnat hårdför politiker, kallad "The Hammer".
Den 7 januari 2006 avgick han som majoritetsledare efter att korruptionsanklagelser mot honom blivit för svåra. Anklagelserna rörde bland annat trixande med valkretsar och mutor på hög nivå kopplade till den republikanske lobbyisten Jack Abramoff. Vid sin avgång medgav DeLay inte någon skuld till korruption under valet 2002 och sade att han avsåg att kandidera till representanthuset igen under 2006.
I november 2010 inleddes en rättegång mot DeLay och den 10 januari 2011 dömdes han till tre års fängelse för sammansvärjning och till fem års fängelse för penningtvätt, med justeringen att straffet för penningtvätt istället för fängelse skulle avtjänas som 10 års villkorligt straff.
Den 19 september 2013 upphävde en appellationsdomstol domen mot DeLay, med motiveringen att brottsbevisningen inte var tillräcklig. Upphävandet av domen fastställdes den 1 oktober 2014.
Två av DeLays tidigare rådgivare har medgivit korruptionsbrott i FBI-utredningen kring affären med Jack Abramoffs förehavanden på Capitol Hill.